# Cutro
Cutro ist eine südostitalienische Gemeinde in der Provinz Crotone in Kalabrien. Die Gemeinde hat 9305 Einwohner (Stand 31. Dezember 2023). Die Gemeinde grenzt unmittelbar an die Provinz Catanzaro. Sie liegt etwa 12,5 Kilometer westsüdwestlich von Crotone und etwa 37 Kilometer nordostnördlich von Catanzaro. Bis zum Ionischen Meer sind es etwa 10 Kilometer. In der Nähe von Cutro entspringt der Esaro.

## Geschichte
Cutro ist eine griechische Gründung (griechisch: Kyterion) und war Teil der Magna Graecia. Seit 1575 führt Cutro den Titel Città (Stadt). Die Gemeinde erhielt den Titel vom spanischen König Philipp II., der den Titel verlieh, weil ihn der aus Cutro stammende Schachmeister Giovanni Leonardo da Cutri bei einem Schachturnier in Madrid sehr beeindruckt hatte.
Am 8. März 1832 zerstörte ein Erdbeben die Ortschaft.
Im 19. und 20. Jahrhundert wurde die kalabrische Region durch die Auswanderung nach Deutschland und in die Lombardei regelrecht entvölkert.

## Persönlichkeiten
- Vincenzo Iaquinta (* 1979), Fußballspieler (Stürmer)
- Rino Gaetano (1950–1981), Sänger
- Vincenzo Gualtieri (* 1993), ehemaliger IBF-Weltmeister im Boxen

## Verkehr
Durch die Gemeinde führen die Strada Statale 109 di Piccola Sila und die Strada Statale 106 Jonica von der Küste des Golfes von Squillace. Der Ort hat eine Rangierstation (San Leonardo di Cutro) und einen Bahnhof an der Ferrovia Jonica von Reggio di Calabria nach Tarent.